# Trương Quí Minh Nhàn
Trương Quí Minh Nhàn ( sinh ngày 15 tháng 7 năm 2001) là một á hậu, người mẫu và người dẫn chương trình người Việt Nam. Cô từng đạt danh hiệu Á hậu 2 tại cuộc thi Hoa hậu Hòa bình Việt Nam 2023 và Á khôi 1 cuộc thi Đại sứ sinh viên Đại học Đà Nẵng - Miss & Mr UD 2022. Cô hiện đang tham gia cuộc thi Hoa hậu Hoàn vũ Việt Nam 2025.

## Tiểu sử
Minh Nhàn sinh ngày 15 tháng 7 năm 2001 tại Thừa Thiên Huế, cô là cựu học sinh của Trường Trung học phổ thông chuyên Quốc Học – Huế và tốt nghiệp chuyên ngành Kinh doanh quốc tế tại Trường Đại học Kinh tế, Đại học Đà Nẵng. Cô cũng từng thử sức với vai trò là giáo viên dạy IELTS.
Minh Nhàn sở hữu thành tích học tập vô cùng tốt : HSG 12 năm, cựu học sinh trường THPT chuyên Quốc Học Huế - lớp chuyên Anh, IELTS 8.0 (L-R-S-W: 8.5-9.0-7.5-7.5); Giải Khuyến khích môn tiếng Anh cấp tỉnh, Sinh viên 5 Tốt cấp trường Khoa Kinh Doanh Quốc tế - Đại học Kinh tế - Đại học Đà Nẵng, Giải Nhất tuần Hội thi Olympic Tiếng Anh TP Đà Nẵng, Giải Cây bút trẻ xuất sắc nhất vòng thi cấp thành phố Hội thi Olympic Tiếng Anh TP Đà Nẵng 2022, Giải Ba Nghiên cứu khoa học cấp khoa Đại học Kinh tế - Đại học Đà Nẵng 2022, Giải khuyến khích cuộc thi I SEE YOUR TALENT - RISING STARS 2021.

## Sự nghiệp

### Miss & Mr UD 2022 và Hoa hậu Việt Nam Thời đại 2022
Minh Nhàn lần đầu thử sức tại cuộc thi sắc đẹp cấp trường tại cuộc thi Đại sứ sinh viên Đại học Đà Nẵng - Miss & Mr UD 2022 do Trường Đại học Kinh tế, Đại học Đà Nẵng tổ chức và đạt danh hiệu Á khôi 1.
Cô tiếp tục thử sức tại cuộc thi Hoa hậu Việt Nam Thời đại 2022 và lọt vào Top 25 chung cuộc.

### Hoa hậu Hòa bình Việt Nam 2023
Minh Nhàn tiếp tục ghi danh Hoa hậu Hòa bình Việt Nam 2023. Vào ngày 27 tháng 8 năm 2023, cô dừng chân ở danh hiệu Á hậu 2 chung cuộc.
Sau cuộc thi cô tiếp tục trở thành người dẫn chương trình song ngữ cho các cuộc thi Hoa hậu trong nước do Công Ty Sen Vàng tổ chức.

### Hoa hậu Hoàn vũ Việt Nam 2025
Cô quay trở lại ghi danh tại cuộc thi Hoa hậu Hoàn vũ Việt Nam 2025 và lọt vào top 5 chung cuộc, đồng thời cô dành được giải phụ Người đẹp Truyền thông.